# Soazig Aaron
Soazig Aaron (Rennes, Bretaña, 1949) es una escritora de Francia.
Tras estudiar historia, trabajó unos años en una librería de París, en la actualidad reside en Rennes.
En su primera novela , Le Non de Klara, narra la historia a modo de diario ficticio, la vida de Klara, una superviviente de Auschwitz que va a vivir a París. Con ella ganó el Premio Goncourt a la primera novela o el premio Emmanuel-Roblès de la villa de Blois.

## Obra
- Le Non de Klara, 2002
- La Sentinelle tranquille sous la lune, 2010